# Graphania sericata
Graphania sericata är en fjärilsart som beskrevs av Howes. 1945. Graphania sericata ingår i släktet Graphania och familjen nattflyn. Inga underarter finns listade i Catalogue of Life.